# Ulises (Dallapiccola)
Ulisse (Ulises) es una ópera en un prólogo y dos actos con música de Luigi Dallapiccola y libreto del compositor basado en la Odisea de Homero y textos de Dante y Pascoli. Se estrenó en versión alemana el 29 de septiembre de 1968 en la Ópera Alemana de Berlín con dirección de Lorin Maazel y canto de Erik Saedén, José van Dam, Catherine Gayer, Jean Madeira y Hildegard Hillebrecht.

## Personajes
- Ulisse (barítono)
- Calypso (soprano)
- Nausicaa (soprano)
- Rey Alcinous (bajo)
- Demodocus (tenor)
- Circé (mezzosoprano)
- Anticlea, madre de Ulises (soprano)
- Tiresias (tenor)
- Pisandro,[4] pretendiente de Penélope (barítono)
- Antinous (barítono)
- Eurimaco (Eurímaco),[5] uno de los pretendientes de Penélope (tenor)
- Melanto[6] sierva de la casa de Ulises, hija del cabrero Melancio,[7] y compinchada con los pretendientes (mezzosoprano)
- Eumeo (tenor)
- Telemaque (contralto)
- Penelope (soprano)
- Sierva 1 (soprano)
- Sierva 2 (contralto)

## Argumento
Ulises abandona a Calipso y, después de haber sufrido la cólera de Neptuno, llega a la isla de los feacios, y allí Nausícaa le ayuda y lo lleva donde su padre el rey Alcínoo. Ulises les cuenta todas las aventuras pasadas. Desde allí emprende el regreso a Ítaca, donde acabará con los pretendientes de Penélope.